# Arno Schrader

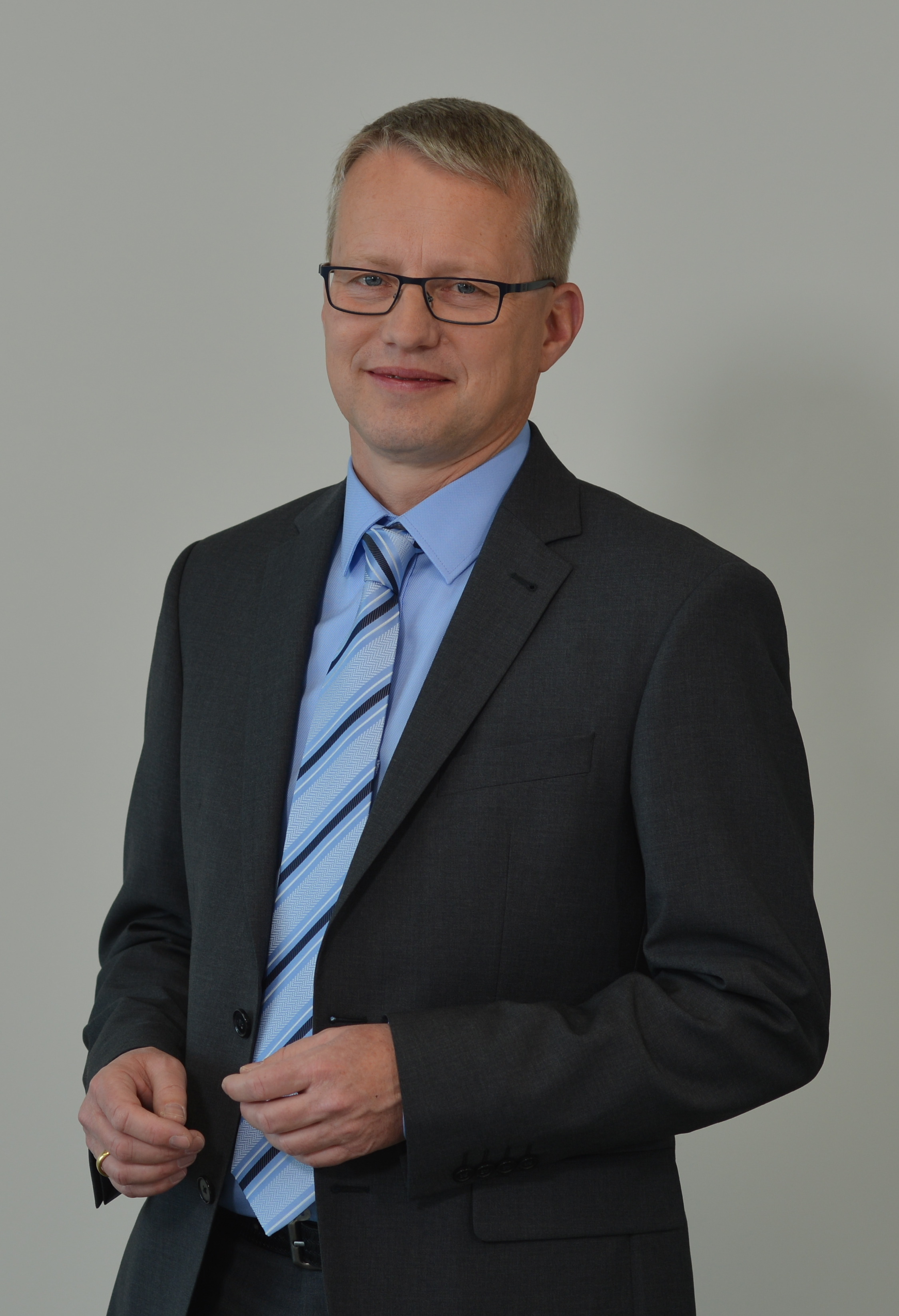
Arno Schrader

Arno Schrader (* 1968 in Herford) ist ein deutscher Rechtsanwalt und Autor, sowie ehemaliger Lokalpolitiker.

## Leben
Schrader war ab 1994 Mitglied im Rat der Stadt Herford, bis 2003 auch stellvertretender Fraktionsvorsitzender der CDU, schied jedoch 2004 aus Zeitgründen aus. Seit 1997 ist er als Rechtsanwalt tätig und ist Fachanwalt für Arbeitsrecht. Er ist in einer Kanzlei in Herford tätig und beschäftigt sich mit Arbeitsrecht, häufig mit Mobbing-Fällen und ausschließlich auf Arbeitnehmerseite. Seit 2014 ist Schrader Lehrbeauftragter an der FHöV NRW und seit 2015 an der Universität Bielefeld. Schrader ist auch in der Fortbildung von Rechtsanwälten tätig. Außerdem ist er Autor zahlreicher Fachbücher und ist seit einigen Jahren Teil der Businesstipps Kolumne auf experto.de, zudem veröffentlicht er regelmäßig Beiträge in juristischen Fachzeitschriften.
2004 gründete er gemeinsam mit Karin Gerland den Verein MaMut e. V., der Hilfe bei Mobbing am Arbeitsplatz bietet und dessen Vorsitzender Schrader ist. Seitdem hält Schrader regelmäßig Vorträge zu den Themen Mobbing und Burn-Out. Im Rahmen dessen betreibt Schrader auch die Website Mobbing-Test.de, mit der Personen prüfen können, ob sie gemobbt werden.

## Publikationen
- 2007: Personelle Maßnahmen II. Entscheidungshilfen für Betriebsräte. Reihe: PraxisCheck für Betriebsräte, Frankfurt a. M., Bund-Verlag. (PC-Programm)
- 2011: Die Schwerbehindertenvertretung: Rechte und Pflichten einer wichtigen Mitarbeitervertretung. VNR Verlag für die Deutsche Wirtschaft; 1. Edition, ISBN 978-3-8125-1424-8
- 2013: Die Wahl der Schwerbehindertenvertretung: Ihr Fahrplan für eine erfolgreiche Wahl 2014. VNR Verlag für die Deutsche Wirtschaft; 1. Edition, ISBN 978-3-8125-1993-9
- 2014: Personalrats-Wissen: Kündigungsschutz: Wie Sie Ihre Mitbestimmungsrechte wahrnehmen und Ihre Kollegen unterstützen. VNR Verlag für die Deutsche Wirtschaft; 1. Edition, ISBN 978-3-8125-2071-3
- 2014: Inklusion am Arbeitsplatz – Chancen, Rechte und Möglichkeiten von Arbeitnehmervertretungen. VNR Verlag für die Deutsche Wirtschaft; 1. Edition, ISBN 978-3-8125-2106-2
- 2017: Die Wahl der Schwerbehindertenvertretung: Ihr Fahrplan für eine erfolgreiche Wahl 2018. VNR Verlag für die Deutsche Wirtschaft; 2. Edition, ISBN 978-3-8125-2483-4
- 2018: BetrVG (Betriebsverfassungsgesetz) – leicht gemacht. Kleist-Verlag, ISBN 978-3-87440-360-3
- 2020: Arbeitsrecht im öffentlichen Dienst für Praktiker: Wie Sie Arbeitnehmerrechte effektiv durchsetzen. VNR Verlag für die Deutsche Wirtschaft; 1. Edition, ISBN 978-3-8125-2785-9
- 2021: Betriebsratswahl 2022: Ihr Fahrplan für die erfolgreiche Betriebsratswahl, gemeinsam mit Maria Markatou. VNR Verlag für die Deutsche Wirtschaft; 2. Edition, ISBN 978-3-8125-2783-5
- 2021: BetrVGl: §§ 80, 88, 92, in: Fuchs/Ritz/Rosenow: „SGB IX - Kommentar zum Recht behinderter Menschen“; Verlag Franz Vahlen, ISBN 978-3-8006-4979-2
- 2022: Schluss mit Mobbing am Arbeitsplatz: Gemeinsam und wirkungsvoll als Arbeitnehmervertretung gegen Mobbing vorgehen. VNR Verlag für die Deutsche Wirtschaft; 1. Edition, ISBN 978-3-8125-3788-9
- 2022: Die Wahl der Schwerbehindertenvertretung: Ihr Fahrplan für eine erfolgreiche Wahl 2022. Adiuva Verlag, ISBN 978-3-8125-3779-7